# Яніково (Великопольське воєводство)
Яніково (пол. Janikowo, нім. Wiesengrund) — село в Польщі, у гміні Сважендз Познанського повіту Великопольського воєводства.
Населення — 496 осіб (2011).
У 1975-1998 роках село належало до Познанського воєводства.

## Демографія
Демографічна структура станом на 31 березня 2011 року:
|          | Загалом | Допрацездатний вік | Працездатний вік | Постпрацездатний вік |
| -------- | ------- | ------------------ | ---------------- | -------------------- |
| Чоловіки | 243     | 51                 | 165              | 27                   |
| Жінки    | 253     | 46                 | 152              | 55                   |
| Разом    | 496     | 97                 | 317              | 82                   |